# Diego Gago Bugarín
Diego Gago Bugarín   (Vigo, 8 de setembre de 1987) és un polític gallec, membre del Partit Popular. Des del 2017, president de Noves Generacions del Partit Popular i regidor del Grup Municipal Popular a l'Ajuntament de Vigo.
És llicenciat en Dret Econòmic per la Universitat de Vigo i Màster en Assessoria Fiscal pel Centre d'Estudis Financers (CEF). Ha treballat a la Direcció Regional de Barceló Viatges a Galícia i Astúries. És regidor del Grup Municipal Popular a l'Ajuntament de Vigo des de maig de 2015.
El 23 d'abril de 2017 va ser nomenat President nacional de Noves Generacions del Partit Popular al XIV Congrés Nacional de Noves Generacions celebrat a Sevilla en substitució de la cordobesa Beatriz Jurado.
Es va afiliar a Noves Generacions del Partit Popular amb 16 anys, ha estat president provincial de Noves Generacions de Pontevedra (2010-2014) i president autonòmic de Novas Xeracións de Galícia (2014-2017).